# Charles de Rohan-Soubise
Charles de Rohan-Soubise, francoski maršal, * 16. julij 1715, † 1. julij 1787.
Odraščal je na dvoru, kjer je bil otroški prijatelj poznejšega kralja Ludvika XV.; zavoljo tega (ne pa vojaških sposobnostih) je bil povzdignjen v maršala Francije. Zaradi slabih sposobnostih je doživel velik poraz v bitki za Rossbach leta 1757.
Po njem se imenuje omaka Soubise iz riža in čebulnega pireja.